# Boris Juraga
Boris Juraga est un directeur artistique américain.

## Filmographie (sélection)
- 1963 : Cléopâtre (Cleopatra) de Joseph L. Mankiewicz
- 1967 : Guêpier pour trois abeilles (The Honey Pot) de Joseph L. Mankiewicz
- 1969 : Gonflés à bloc (Monte Carlo or Bust!) de Ken Annakin
- 1969 : La Lettre du Kremlin (The Kremlin Letter) de John Huston
- 1972 : Cosa Nostra (The Valachi Papers) de Terence Young
- 1973 : Chino (Valdez, il mezzosangue) de John Sturges
- 1975 : La Guerre des otages (The "Human" Factor) d'Edward Dmytryk
- 1976 : L'Innocent (L'innocente) de Luchino Visconti

## Distinctions
- Oscars 1964 : Oscar des meilleurs décors pour Cléopâtre